# Црни-Тимок
Црни-Тимок (или Црна-Река, Кривовирски-Тимок; серб. Црни Тимок, или Црна река, Кривовирски Тимок) — река в восточной части Сербии. Длина реки — 84 км, площадь бассейна — 1233 км². Средний расход вблизи Заечара составляет 12,6 км³/с.
Река протекает под горой Маланик в Кучае. Оттуда она течёт через село Криви-Вир на северо-восток, и, вблизи Заечара, сливаясь с Бели-Тимок, образуют Великий Тимок или просто Тимок. В некоторых местах река имеет очень извилистое русло.

## Описание
Река вытекает ниже южных склонов гор Кучая в нижней части пещеры из известняка недалеко от деревни Криви-Вир, высота истока — 375 метров над уровнем моря. Долина Црни-Тимок состоит из трёх бассейнов и двух ущелий. Река протекает через долину и входит в деревню Лукова в Ябланицкого ущелья. Через него Црни-Тимок течёт по прямой, вниз по течению от устья реки русло образует меандр. Справа в Црни-Тимок впадает река Арнаута, далее она течёт по долине.
Крупнейшие притоки: Злотска, Шарбановачка, Валаковска и Осиничка. Ниже Црни-Тимок протекает в ущелье длиной 22,5 км. Извилистое русло образует семь меандр. В одном из таких меандр в 12 км от Заечара есть термальные источники температурой от 26 до 42 градусов. Вниз по течению от термальных источником расположен античный дворец Гамзиград. Он был построен в конце III — начале IV века. Бывший императорский дворец был окружён стенами высотой более 15 м с башнями и украшен красочными мозаиками, которые считаются наиболее ценными образцами древнего искусства на территории Сербии. Возле села Звездан река входит в долину Заечара длиной 15 км, затем сливается с рекой Бели-Тимок.
Самые высокие уровни воды и самое быстрое течение реки наблюдаются в апреле и марте, это происходит от таяния снега в горах и весенних дождей. Минимальные скорости потока в августе и сентябре и часто бывают вызваны длительной засухой. Вода из бассейна Црни-Тимок используется в основном для орошения и водоснабжения промышленности, особенно в Боре, который получает воду из Борского озера. В свою очередь, население снабжается водой благодаря водопроводной станции, берущей воду из карстовых источников и многочисленных скважин. Црни-Тимок подвергается сильному воздействию эрозии и выделяется в этом плане по сравнению с другими реками в Восточной Сербии. На его поверхности было зарегистрировано 812 ливневых потоков и большое количество оврагов.